# جيني هان
جيني هان (بالإنجليزية: Jenny Haan)‏ هي مغنية مؤلفة بريطانية، ولدت في 9 مايو 1953 في لندن في المملكة المتحدة.